# Казьмежув
Казьмежув (пол. Kaźmierzów, нім. Arnsdorf) — село в Польщі, у гміні Польковиці Польковицького повіту Нижньосілезького воєводства.
Населення — 250 осіб (2011).
У 1975-1998 роках село належало до Легницького воєводства.

## Демографія
Демографічна структура станом на 31 березня 2011 року:
|          | Загалом | Допрацездатний вік | Працездатний вік | Постпрацездатний вік |
| -------- | ------- | ------------------ | ---------------- | -------------------- |
| Чоловіки | 129     | 27                 | 88               | 14                   |
| Жінки    | 121     | 25                 | 75               | 21                   |
| Разом    | 250     | 52                 | 163              | 35                   |